# Haplopteris malayensis
Haplopteris malayensis là một loài dương xỉ trong họ Pteridaceae. Loài này được Holttum E.H. Crane mô tả khoa học đầu tiên năm 1997.